# 桑福德大學
桑福德大學（Samford University），或譯山佛大學，是一所位于美國阿拉巴馬州伯明翰郊區霍姆伍德的私立教會大學。1841年成立時成爲霍華德學院（Howard College），是美國第87所高等教育機構，旗下的坎伯蘭法學院是美國第11所法學院，其校友包括諾貝爾和平獎得主科德尔·赫尔和多位美國參眾兩院議員。2017年《美國新聞與世界報道》将其排在美国南部地区大学中第4位。

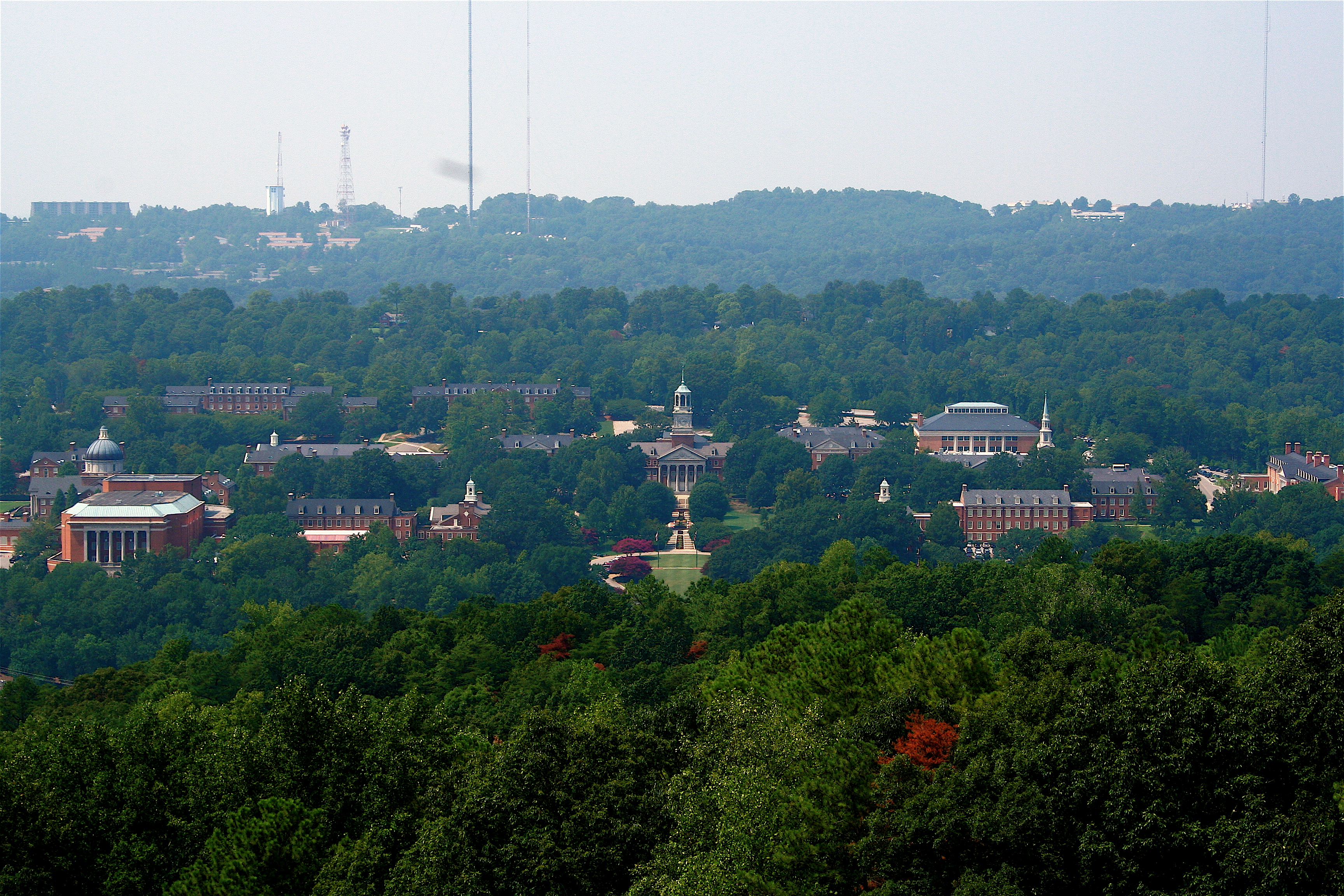
校區

## 外部連接
- 官方网站
- 美國國家教育數據中心學院導航：桑福德大學

33°27′57″N 86°47′32″W / 33.4657°N 86.7921°W